# Гарегин Нждех
Гарегин Тер-Харутјуњан (јерм. Գարեգին Տէր-Յարութիւնեան) познатији по псеудониму Гарегин Нждех (јерм. Գարեգին Նժդեհ; 1. јануар 1886 — 21. децембар 1955) био је јерменски државник и војни стратег. Као члан Јерменске револуционарне федерације, био је укључен у национално-ослободилачку борбу и револуционарне активности током Првог балканског рата и Првог светског рата. Гарегин Нждех био је један од кључних политичких и војних вођа Прве републике Јерменије (1918–1921), а Јермени су га обожавали као харизматичног националног хероја.
1921. године учествовао је у успостављању Републике Планинске Јерменије, антибољшевичке државе која је постала кључни фактор који је довео до укључивања покрајине Сјуник у совјетску Јерменију. За време Другог светског рата, помагао је Јерменској Легији Вермахта, оружаним снагама нацистичке Немачке, надао се да ће, уколико Немачка успе да освоји СССР, успети да доделе Јерменији независност.

## Младост и образовање
Гарегин Тер-Харутјуњан рођен је 1. јануара 1886, у селу Кзнут, уНахчивану. Био је најмлађи од четворо деце локалног сеоског свештеника, оца кога је изгубио у детињству. Нждех је завршио основно образовање у руској школи у граду Нахчиван. Средње образовање наставио је у Тифлиској гимназији. Са 17 година придружио се Јерменском народноослободилачком покрету. Реч нждех на јерменском значи "ходочасник" или "емигрант". Убрзо након тога, преселио се у Санкт Петербург да би наставио школовање на локалном универзитету. После две године студија на Правном факултету, вратио се на Кавказ како би учествовао у јерменским националним покретима против Османског царства.
1906. године Нждех се преселио у Бугарску, где је завршио школовање на Војном факултету Дмитриј Николов у Софији и 1907. добио је чин поручника.

## Балкански ратови
Исте године вратио се у Јерменију. 1908. придружио се Јерменској револуционарној федерацији (АРФ) и учествовао у Иранској револуцији.
Године 1909, по повратку на Кавказ, Нждеха су ухапсиле руске власти и провео је 3 године у затвору. 1912. заједно са генералом Андраником Озанијаном формирао је јерменски батаљон у оквиру Македонско-одринског добровољачког корпуса Бугарске војске, који ће се борити против Османског царства у Балканским ратовима, за ослобађање Тракије и Македоније. Током Другог балканског рата је био рањен. За храбре и изванредне резултате јерменских бораца, бугарске војне власти одале су част Нждеху Орденом за храброст.

## Први светски рат
Пре Првог светског рата, после амнестије коју су руске власти одобриле 1914. године, Нждех се вратио на Кавказ како би припремио формирање јерменских добровољачких јединица унутар руске војске за борбу против Османског царства. Током прве фазе рата, 1915. године, постављен је за помоћника заповедника Драстамата Канајана из 2. јерменске јединице. Касније, 1916. године, командовао је специјалном војном Јерменско-Језидском јединицом. Након Руске револуције и повлачења руске војске, Нждех се борио у окршајима Алајаја (код Анија, у пролеће 1918), омогућујући сигуран пролаз повлачећим јерменским добровољачким снагама у Александропољ.

## Битка код Каракилисе
Након сукоба с турским снагама у Александропољу, данас познатом као Гјумри, јерменски борци на челу са Нждехом су ископали и изградили утврђења у Каракилиси. Нждех је имао кључну улогу у организовању трупа за одбрану Каракилисе у мају 1918. године. Успео је да мобилише становништво очајних и безнадежних мештана и избеглица за наредну борбу својим надахњујућим говором у дворишту цркве у Дилиџану, где је Јермене позвао на свету битку: "Право на фронт, наше спасење је ту." Нждех је рањен у наредном сукобу, а након жестоке борбе од 4 дана, обе стране су имале озбиљне жртве. Јерменима је понестало муниције и морали су се повући. Иако је османска војска успела да нападне саму Каракилису, нису имали више ресурса да наставе дубље ка јерменској територији.
Након проглашења независности Прве републике Јерменије, Нждех је постављен за гувернера Нахчијевана, а касније, августа 1919, за команданта јужног корпуса јерменске војске.

## Република Планинска Јерменија
Инвазија совјетске 11. Црвене армије на Прву Републику Јерменију започела је 29. новембра 1920. године. Након совјетизације Јерменије 2. децембра 1920, Совјети су се обавезали да ће предузети кораке за обнову војске, за заштиту Јермена и да неће прогонити не-комунисте, мада је последња обавеза занемарена,  када су Дашнакси били присиљени да напусте земљу.
Совјетска влада предложила је да области Нагорно-Карабах и Зангезур буду део совјетског Азербејџана. Нждех је овај корак оштро одбио. Уверљив анти-бољшевик, он је водио одбрану Сјуника (раније Зангезур) против растућег бољшевичког покрета и прогласио Сјуник самоуправним регионом у децембру 1920. године. У јануару 1921. Драстамат Канајан послао је телеграм Нждеху, сугеришући да се дозволи совјетизација Сјуника, путем којег би могли добити подршку бољшевичке владе у решавању проблема јерменских земаља. Као одговор, Нждех није напустио Сјуник и наставио је своју борбу против Црвене армије и совјетског Азербејџана, борећи се за одржавање независности региона.
Дана 18. фебруара 1921. године, Дашнакс је водио антисовјетску побуну у Јеревану и преузео власт. АРФ је контролисао Јереван и околне области скоро 42 дана пре него што су га у априлу 1921. поразиле бројчано супериорне трупе Црвене армије. Вође побуне су се повукле у регион Сјуник.
Други Пан-Зангезуријски конгрес, одржан у Татеву, објавио је 26. априла 1921. независност самоуправних региона Даралакјаз, Зангезур и Планински Артсах, под именом Република Планинска Јерменија.
Након проглашења независности Републике Планинске Јерменије од Совјетске Јерменије, Нждех је проглашен премијером и министром одбране.
Између априла и јула 1921. године, Црвена армија је водила велике војне операције у региону, нападајући Сјуник са севера и истока. Након вишемесечне жестоке борбе са Црвеном армијом, Република Планинска Јерменија капитулирала је у јулу 1921. године, након обећања совјетске Русије да ће планински регион остати део Совјетске Јерменије. Након сукоба, Нждех, његови војници и многи угледни јерменски интелектуалци, укључујући вође прве независне Републике Јерменије, прешли су границу и отишли у суседни ирански град Табриз.

## Организационе активности
Након напуштања Сјуника, Нждех је провео четири месеца у перзијском граду Табризу. Убрзо након тога, он се преселио у Софију у Бугарској, где је основао породицу, тако што је оженио Епиме, локалну Јерменку.
Нждех је био укључен у организационе активности у Бугарској, Румунији и Сједињеним Државама путем својих честих посета Пловдиву, Букурешту и Бостону.
1933. године, одлуком АРФ Дашнактсутјуна, Нждех се преселио у Сједињене Америчке Државе заједно са својим сарадником, Коперником Тантерјианом. Овај покрет довео је до оснивања Јерменске омладинске федерације, омладинске организације Јерменске револуционарне федерације, у Бостону, Масачусетс.
1937. вратио се у Пловдив, Бугарска, где је почео да објављује јерменске новине Размиг. Крајем тридесетих година 20. века, заједно са групом јерменских интелектуалаца у Софији, основао је Таронски националистички покрет.
Током свог живота у Бугарској, Нждех је одржавао блиске контакте са револуционарним организацијама македонских Бугара и бугарским песником симболизма Теодором Трајановим.

## Хапшење и суђење
Током Другог светског рата, Нждех је предложио да подрже Силе Осовине уколико би ове донеле одлуку о нападу на Турску. У Берлину се углавном расправљало о операцији Гертруд, заједничком немачко-бугарском пројекту напада на Турску у случају да се Анкара придружи савезницима. Јерменска војна јединица, која је требало да се користи против Турске, 1943. године  послата је на источни фронт, на полуострво Крим. Нждех је затражио повратак одреда и прекинуо везе са нацистичком Немачком. 9. септембра 1944. Нждех је написао писмо Стаљину нудећи своју подршку совјетском руководству да нападне Турску. Совјетско руководство интензивно је расправљало о совјетском плану за инвазију на Турску како би се казнила Анкара због сарадње са нацистима, као и због повратка окупираних територија Западне Јерменије у периоду 1945-1947. Совјетски војни заповедници рекли су Нждеху да је идеја о сарадњи занимљива, али да би се о њој могло детаљније разговарати, Нждех би требало да дође у Москву. Он је пребачен је у Букурешт, а касније у Москву, где је ухапшен и задржан у затвору у Лубјанки.
Након хапшења, Нждехова супруга и син послати су у егзил из Софије у Павликени.
У новембру 1946. Нждех је послан у Јереван, Јерменија, чекајући суђење. На крају суђења, 24. априла 1948, Нждех је оптужен за "контрареволуционарне" активности 1920-1921. и осуђен на 25 година затвора (почев од 1944).

## Живот у затвору и смрт
Између 1948. и 1952. године Нждех је био смештен у затвору Владимир, а затим до лета 1953. у тајном затвору у Јеревану. Према његовом затворском колеги Ховханесу Деведјиану, премештање Нждеха у затвор у Јеревану био је повезан са покушајем посредовања између Дашнакса и совјетских лидера како би се створила атмосфера колаборације између две стране. Након дугих преговора са службом државне безбедности совјетске Јерменије, Нждех и Деведјиан припремили су писмо у затвору у Јеревану (1953) упућено лидеру АРФ-а Симону Вратсјану, позивајући га на сарадњу са Совјетима у вези с питањем борбе Јерменије против Турске. Међутим, комунистички челници у Москви одбили су послати писмо и то је остало само као прикривени документ.
Након што је од совјетских власти примио телеграм којим су му јавили за његову смрт, Нждехов брат Левон отишао је из Јеревана у Владимир да би се побринуо за његову сахрану. Добио је Нждехов сат и одећу, али није му било дозвољено да узме његове личне записе, који ће бити објављени у Јеревану неколико година касније. Власти такође нису дозволиле пребацивање његовог тела у Јерменију. Левон је сахранио Нждеха у Владимиру и на његовом надгробном споменику написао на руском језику "Гарегин Тер-Харутјуњан Егхишевич (1886–1955)".

## Наслеђе
31. августа 1983, посмртни остаци Нждеха тајно су пребачени из Владимира на починак у совјетску Јерменију. Процес је реализован напорима Павла Анањана, супруга Нждехове унуке, уз помоћ професора лингвистике Варага Аракељана и других.
Више десетина година након његове смрти, 30. марта 1992. године, Нждех је рехабилитован од стране врховног суда нове независне Републике Јерменије.
У марту 2010. године Нждех је изабран за „национални понос и најистакнутију фигуру“  Јермена током историје на основу гласања на ТВ пројекту „Ми смо Јермени“ који је покренула „Hay TV“ и који је емитовала и јавна Телевизија Арменије.
Авенија, велики трг и оближња метро станица у Јеревану названи су по Гарегину Нждеху. Једно село у јужној провинцији Сјуник у Јерменији такође је добило име Нждех.

## Одликовања
| Земља              | Награда | Награда             | Награда     | Година            |
| ------------------ | ------- | ------------------- | ----------- | ----------------- |
| Краљевина Бугарска |         | Орден за храброст   | За храброст | 16. новембра 1912 |
| Руска Империја     |         | Орден св. Владимира | 3. класа    | 1915, 1918        |
| Руска Империја     |         | Орден св. Ане       | 4. класа    | 1915              |
| Руска Империја     |         | Крст св. Ђорђа      | 3. разред   | 1916              |
| Руска Империја     |         | Крст св. Ђорђа      | 2. класа    | 1916              |

## Дела
- "Пантеон из Дашнактсутиуна", Александропољ 1917.
- "Позиви Хуступа", Горис 1921.
- "Мој говор - зашто сам се борио против совјетске војске", Букурешт 1923.
- „Неке странице из мог дневника“, Каиро, 1924.
- "Отворена писма јерменској интелигенцији", Софија 1926. и Бејрут 1929.
- "Борба синова против очева", Солун 1927.
- "Мотив душе нације", Софија 1932.
- "Амерички Јермени - племе и његов пут", Софија 1935.
- "Мој одговор", Софија 1937.
- "Аутобиографија", Софија 1944.
- "Мисли - белешке из затвора", Јереван 1993
- Изабрана дела Гарегина Нждеха, превео Едуард Даниелјан.  978-0-9783096-0-2, 2011, 164 стр.